# ويليام تانغ
ويليام تانغ (بالإنجليزية: William Tang)‏ هو مبرمج ألعاب بريطاني، ولد في القرن العشرين.